# Apristurus melanoasper
Apristurus melanoasper  (лат.) — один из видов рода чёрных кошачьих акул (Apristurus), семейство кошачьих акул (Scyliorhinidae).

## Ареал
Это малоизученный глубоководный вид, обитающий в северной Атлантике в водах США, Франции, Ирландии и Великобритании на глубине 512—1520 м.

## Описание
Окрас чёрный, более крупные особи приобретают коричневый оттенок. Плакоидные чешуйки крупные, придают коже грубый вид. Верхняя губная борозда длиннее нижней. Первый спинной плавник немного меньше второго. Межглазничное пространство в 1,9—3,5 раз больше диаметра глаза по горизонтали. Расстояние между грудными и брюшными плавниками в 1,3—2,5 раза больше ширины грудных плавников. Количество кишечных спиральных клапанов 19—23 (в среднем 21—22).

## Биология
Половая зрелость наступает при длине 55—59 см. Максимальный зафиксированный размер 76,1 см, а вес 1 кг 288 г. Размножается, откладывая яйца, однако о биологии вида известно мало.

## Взаимодействие с человеком
Изредка попадает в качестве прилова в глубоководные сети. Данных для оценки состояния сохранности вида недостаточно.